# Cyathe stercoraire
Cyathus stercoreus
Espèce
Le Cyathe stercoraire, (Cyathus stercoreus) est une espèce de champignons agaricomycètes saprophytes du genre Cyathus et de la famille des Agaricaceae ou des Nidulariaceae selon les classifications.

## Systématique
Le nom correct complet (avec auteur) de ce taxon est Cyathus stercoreus (Schwein.) De Toni.
L'espèce a été initialement classée dans le genre Nidularia sous le basionyme Nidularia stercorea Schwein..
Cyathus stercoreus a pour synonymes :
- Cyathia stercorea (Schwein.) V.S.White
- Cyathodes lesueurii (Tul. & C.Tul.) Kuntze
- Cyathodes stercoreum (Schwein.) Kuntze
- Cyathus affinis Pat.
- Cyathus lesueurii Tul. & C.Tul.
- Cyathus stercoreus f. ephedrae Calonge
- Cyathus stercoreus f. lesueurii (Tul. & C.Tul.) Bottomley
- Cyathus stercoreus var. lesueurii (Tul. & C.Tul.) Cejp
- Nidularia stercorea Schwein.